# Dracula alcithoe
Dracula alcithoe är en orkidéart som beskrevs av Carlyle August Luer och Rodrigo Escobar. Dracula alcithoe ingår i släktet Dracula och familjen orkidéer. Inga underarter finns listade i Catalogue of Life.